# William Studeman
William Oliver Studeman (ur. 16 stycznia 1940 w Brownsville) – admirał US Navy, były dyrektor Biura Wywiadu Marynarki Wojennej, później w latach 1988–1992 dyrektor Agencji Bezpieczeństwa Narodowego, a następnie zastępca dyrektora Centralnej Agencji Wywiadowczej od kwietnia 1992 do sierpnia 1995. 

## Życiorys
W 1962 – po uzyskaniu licencjatu z dziedziny historii na University of the South w Sewanee w stanie Tennessee – rozpoczął służbę w Marynarce Wojennej Stanów Zjednoczonych. W 1963 zdobył magisterium w zakresie stosunków międzynarodowych na George Washington University oraz ukończył Naval War College. W 1981 ukończył ponadto uczelnię Departamentu Obrony, waszyngtońską National War College.
W czasie wojny w Wietnamie przez cztery tury służył jako oficer operacyjny wywiadu przy uczestniczącej w konflikcie VII Flocie US Navy.
W 1980 został asystentem ds. wykonawczych zastępcy szefa operacji marynarki wojennej, następnie od 1984 był dyrektorem Grupy Planowania Dalekiego Zasięgu Marynarki Wojennej. Od września 1985 pełnił funkcję dyrektora Biura Wywiadu US Navy (ONI), a w sierpniu 1988, już jako wiceadmirał, stanął na czele Agencji Bezpieczeństwa Narodowego (NSA). We wrześniu 1992 został mianowany zastępcą dyrektora Centralnej Agencji Wywiadowczej (CIA). Na przełomie stycznia i lutego 1993 – do chwili zatwierdzenia nominacji R. Jamesa Woolseya – pełnił obowiązki dyrektora CIA.
W październiku 1995 przeszedł w stan spoczynku. Następnie do 2004 pracował na stanowisku wiceprezesa w koncernie lotniczym Northrop Grumman. Był członkiem szeregu komisji doradczych zarówno rządowych, jak i prywatnych. Był m.in. doradcą Defense Science Board, National Geospatial-Intelligence Agency, Joint Military Intelligence College – uczelni należącej do Defense Intelligence Agency, i National Reconnaissance Office. Jest przewodniczącym zarządu Naval Intelligence Foundations oraz członkiem zarządu National Cryptologic Museum Foundation. 